# Phaedon wumingshanensis
Phaedon wumingshanensis là một loài bọ cánh cứng trong họ Chrysomelidae. Loài này được Ge, Wang & Yang miêu tả khoa học năm 2002.